# Raphael Sbarge

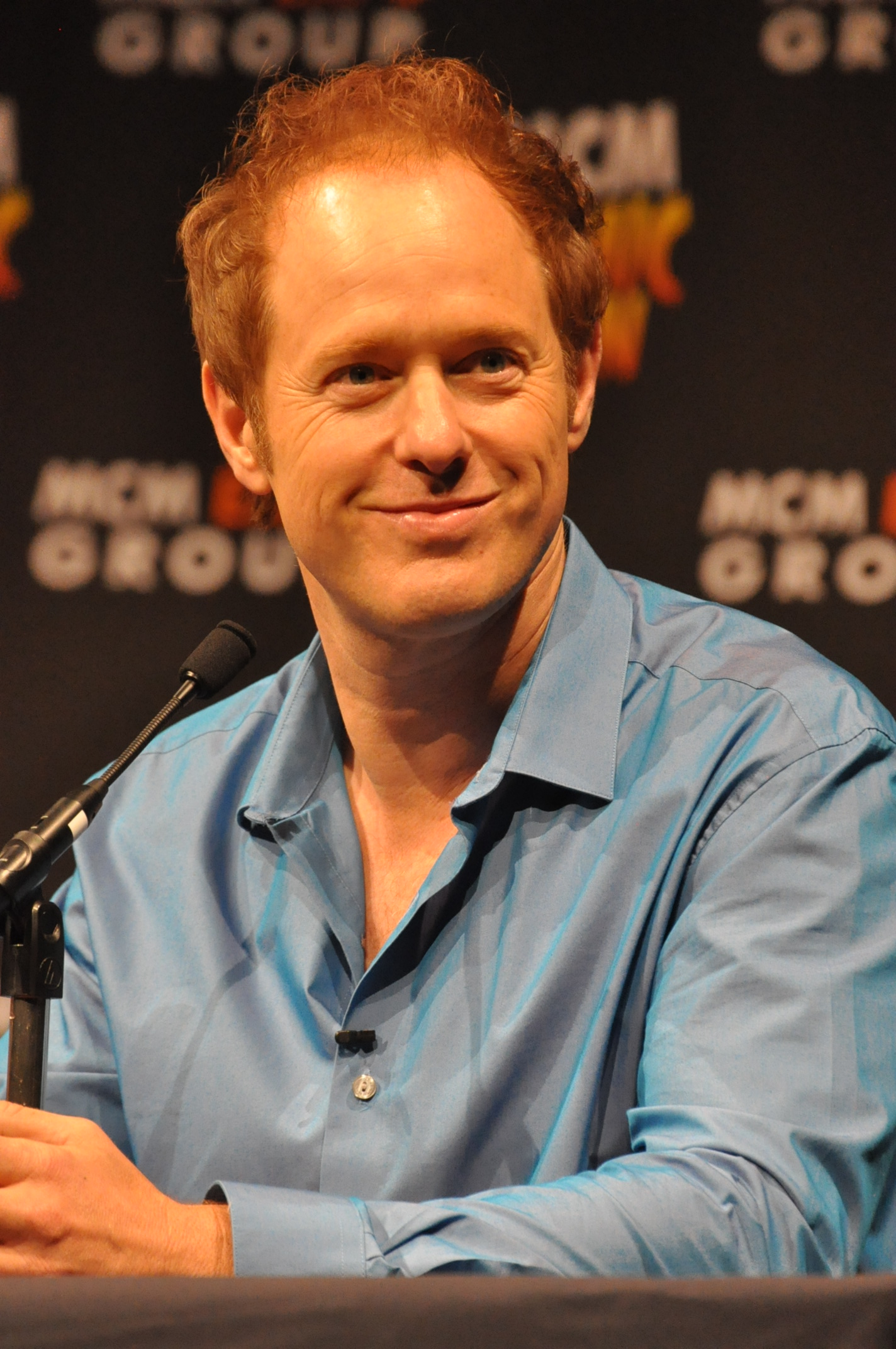
Raphael Sbarge (2013)

Raphael Sbarge (* 12. Februar 1964 in New York City, New York) ist ein US-amerikanischer Schauspieler.

## Leben
Raphael Sbarge wuchs in einer Theaterfamilie auf. Seine Mutter war Kostümdesignerin, sein Vater Drehbuchautor, Maler und Regisseur. Seinen Vornamen erhielt er von seinen Eltern in Anlehnung an den italienischen Maler Raffael.
Sbarges Bühnenkarriere begann mit viereinhalb Jahren durch die Mitwirkung in der Sesamstraße. Die meiste Zeit verbrachte er jedoch mit seiner Mutter in Kostümgarderoben und bei Castings, die er mit seinem Vater besuchte. Bereits in seiner Jugend trat er am Broadway in verschiedenen Theaterproduktionen an der Seite so namhafter Schauspieler wie Jason Robards, Colleen Dewhurst, Faye Dunaway, Gwyneth Paltrow und Frank Langella auf. Nach dem Besuch der High School begann Sbarge seine Film- und Fernsehkarriere. Seit Oktober 2011 ist er als Jiminy Cricket und als Archibald „Archie“ Hopper in der vom Sender ABC produzierten Fantasyserie Once Upon a Time – Es war einmal … zu sehen.
Raphael Sbarge ist seit dem 12. August 1994 mit der Filmschauspielerin Lisa Akey verheiratet. Die beiden haben eine Tochter, die am 26. August 2002 geboren wurde.

## Filmografie (Auswahl)

### Serien
- 1988: Die Bill Cosby Show (The Cosby Show, Folge 5x04)
- 1990, 1995: Mord ist ihr Hobby (Murder, She Wrote, 3 Folgen)
- 1993: L.A. Law – Staranwälte, Tricks, Prozesse (L.A. Law, Folge 7x12)
- 1990: Zurück in die Vergangenheit (Quantum Leap, Folge 2x12)
- 1995: seaQuest DSV (Folge 2x15)
- 1996: Pretender (Folge 1x07)
- 1996: Eine himmlische Familie (7th Heaven, Folge 1x04)
- 1996–1997: Star Trek: Raumschiff Voyager (Star Trek: Voyager, 6 Folgen)
- 1997: Viper (Folge 1x20)
- 1997: Party of Five (Folge 3x16)
- 1997: Dharma & Greg (Folge 1x09)
- 1999: Will & Grace (Folge 1x12)
- 1999: Charmed – Zauberhafte Hexen (Charmed, Folge 1x19)
- 1999: Nash Bridges (Folge 4x17)
- 1999–2000: Profiler (4 Folgen)
- 2000: Diagnose: Mord (Diagnosis Murderer, Folge 8x05)
- 2000: Ally McBeal (Folge 3x12)
- 2000: Für alle Fälle Amy (Judging Amy, Folge 1x18)
- 2001: Six Feet Under – Gestorben wird immer (Six Feet Under, Folge 1x07)
- 2001–2004: The Guardian – Retter mit Herz (The Guardian, 67 Folgen)
- 2004: Without a Trace – Spurlos verschwunden (Without a Trace, Folge 3x03)
- 2004: Crossing Jordan – Pathologin mit Profil (Crossing Jordan, Folge 4x01)
- 2005: Emergency Room – Die Notaufnahme (ER, 2 Folgen)
- 2005: CSI: NY (2 Folgen)
- 2005: Numbers – Die Logik des Verbrechens (NUMB3RS, Folge 2x04)
- 2005: Nip/Tuck – Schönheit hat ihren Preis (Nip/Tuck, Folge 3x06)
- 2006: The Closer (Folge 2x10)
- 2006: CSI: Miami (Folge 5x11)
- 2007: 24 (4 Folgen)
- 2007: Bones – Die Knochenjägerin (Bones, Folge 3x01)
- 2007: Grey’s Anatomy (Folge 3x22–3x23)
- 2007: Cold Case – Kein Opfer ist je vergessen (Cold Case, Folge 5x01)
- 2008: Ghost Whisperer – Stimmen aus dem Jenseits (Ghost Whisperer, Folge 4x03)
- 2008–2009: Prison Break (6 Folgen)
- 2009: Heroes (Folge 4x07)
- 2009: Hawthorne (Folge 1x08)
- 2009: The Mentalist (Folge 2x01)
- 2010: Medium – Nichts bleibt verborgen (Medium, Folge 6x19)
- 2010: Dexter (3 Folgen)
- 2010: Navy CIS (NCIS, Folge 8x06)
- 2010: Rizzoli & Isles (Folge 1x04)
- 2010: Lie to Me (Folge 2x12)
- 2011: Criminal Minds: Team Red (Criminal Minds: Suspect Behavior, Folge 1x01)
- 2011: Drop Dead Diva (Folge 3x10)
- 2011–2018: Once Upon a Time – Es war einmal … (Once Upon a Time, 46 Folgen)
- 2012: Criminal Minds (Folge 8x09)
- 2013: Chicago Fire (Folge 1x19)
- 2013: Castle (Folge 5x20 Bigfoot ist der Mörder)
- 2013: Perception (Folge 2x01)
- 2013: Dr. Dani Santino – Spiel des Lebens (Necessary Roughness, Folgen 3x05–3x06)
- 2014: Scorpion (Folge 1x06)
- 2014–2016: Murder in the First
- 2015: Stalker (Folge 1x12)
- 2016: Better Call Saul (Folge 2x07)
- 2017: Longmire (3 Folgen)
- 2018: Blue Bloods – Crime Scene New York (Blue Bloods, Folge 8x14)
- 2019: NCIS: New Orleans (Folge 5x13)
- 2020: Fear the Walking Dead (Folge 6x07)
- 2021: New Amsterdam (Folge 3x01)
- 2022: The Rookie (Folge 4×17)

### Filme
- 1982: Abuse
- 1983: Lockere Geschäfte (Risky Business)
- 1984: Endstation Sehnsucht (A Streetcar Named Desire)
- 1985: Crazy for You (Vision Quest)
- 1985: Future Project – Die 4. Dimension (My Science Project)
- 1987: Beverly Hills Boys Club (Billionaire Boys Club)
- 1991: Mord 101 (Murder 101)
- 1996: Independence Day
- 1997: Quicksilver Highway
- 1999: Message in a Bottle – Der Beginn einer großen Liebe (Message in a Bottle)
- 2001: Pearl Harbor
- 2007: Gardens of the Night
- 2023: Der Exorzist – Bekenntnis (The Exorcist: Believer)
- 2024: Friendship
- 2025: The History of Sound

### Computerspiele
- 2003: Star Wars: Knights of the Old Republic (Stimme von Carth Onasi)
- 2005: Star Wars: Republic Commando (Stimme von Delta 62 alias "Scorch")
- 2007: Mass Effect (Stimme von Kaidan Alenko)
- 2010: Mass Effect 2 (Stimme von Kaidan Alenko)
- 2012: Mass Effect 3 (Stimme von Kaidan Alenko)